# Titus Salvius Rufinus Minicius Opimianus
Titus Salvius Rufinus Minicius Opimianus war ein im 2. Jahrhundert n. Chr. lebender römischer Politiker.
Durch Militärdiplome, die unter anderem auf den 10. August 123 datiert sind, ist belegt, dass Opimianus 123 zusammen mit Gnaeus Sentius Aburnianus Suffektkonsul war; die beiden übten dieses Amt wohl für vier Monate, von Mai bis August, aus. Im Jahr 139 war er Statthalter (Proconsul) der Provinz Africa; dies geht aus einer (unvollständigen) Inschrift hervor.
Opimianus ließ für seine Eltern eine Grabinschrift errichten. Er war der Vater von Minicius Opimianus, der Suffektkonsul im Jahr 155 war. Ein Enkel von ihm war Minicius Opimianus, der um 186/187 Suffektkonsul war.